# Abdellah Benyoucef
Abdellah Benyoucef (* 10. April 1987) ist ein algerischer Radrennfahrer.
Abdellah gewann 2007 die siebte Etappe der Tour de la Pharmacie Centrale und damit seinen ersten internationalen Wettbewerb. Im Jahr 2012 gewann er mit der Challenge Ben Guerir sein erstes internationales Eintagesrennen. Im Straßenrennen der Afrikameisterschaften 2013 wurde er Vierter. Seinen bis dahin größten Karriereerfolg erzielte er durch den Gesamtsieg der Senegal-Rundfahrt 2016. Bei den Afrikameisterschaften 2017 gewann er mit dem algerischen Nationalteam im Mannschaftszeitfahren die Silbermedaille.

## Erfolge
2007
- eine Etappe Tour de la Pharmacie Centrale

2011
- Panarabische Spiele – Mannschaftszeitfahren

2012
- Challenge Ben Guerir

2013
- Circuit of Asmara

2016
- Gesamtwertung und eine Etappe Senegal-Rundfahrt

2017
- Afrikameisterschaft – Mannschaftszeitfahren